# CompTek
CompTek — российская компания, один из дистрибьюторов оборудования, программного обеспечения и решений в области телекоммуникаций. Расположена в Москве. Основана в 1989 году Аркадием Воложем и Робертом Стабблайном. Входит в холдинг ЛАНИТ.
В стенах CompTek была создана поисковая система Яндекс, а также сервис хостинга Народ.ру и Molotok.ru.
CompTek в составе Ассоциации документальной электросвязи сыграл ведущую роль в появлении VoIP в России и был одной из первых компаний, предложивших клиентам эту услугу.
Ряд отделов CompTek, ориентированных на производство аппаратного и программного обеспечения в области телефонии и ИТ, выделился в виде самостоятельных компаний: CTI (системный интегратор в области IP-коммуникаций), InfiNet (беспроводные решения), исследовательский проект по созданию алгоритмов морфологического разбора слов русского языка дал жизнь компании Яндекс, самой известной поисковой машине Рунета.

## История
Компания CompTek была создана в 1989 году в Лексингтоне, Массачусетс. Её основателями стали Аркадий Волож, ранее учредивший кооператив «Магистр», который экспортировал сельхозпродукты в обмен на компьютеры, и американец Роберт Стабблайн, приехавший в СССР на стажировку. Компания поставляла советским учреждениям персональные компьютеры, Стабблайн был коммерческим директором, Волож — техническим. В 1994 году было создано российское подраздление — ЗАО «Комптек Интернешнл».
Расширение CompTek началось в 1993 году, в 1994 году Волож стал генеральным директором, а в 1995 году компания сосредоточилась на технологиях на стыке ИТ и телекоммуникаций и стала нишевым дистрибьютором. Кризис 1998 года компания перенесла относительно легко и к началу 1999 года вышла на «докризисные» показатели выручки. К 2000-м годам компания подошла в статусе крупнейшего в России и СНГ дистрибьютора Cisco Systems с оборотом в десятки млн долларов в год.
В 1993 году в состав CompTek вошла компания «Аркадия», основанная в 1989 голу Воложем и Аркадием Борковским для разработки информационно-поисковых систем. Примерно в то же время в CompTek начал работать школьный друг Воложа Илья Сегалович, который занялся развитием поисковых алгоритмов. Он же придумал для разработанной CompTek программы поиска на жёстком диске компьютера название Yandex — Yet ANother inDEXer («ещё один индексатор»). В 1997 году компания представила интернет-поисковик, ставший третьим в стране после «Рамблера» и Altavista. В 2000 году «Яндекс» вышел из состава CompTek. Прмерно в это время Волож покинул руководство CompTek.
В апреле 2005 года завершилась продажа CompTek холдингу «Ланит». Издание «Телеком в Росии» оценивало сделку в 25—30 млн долларов.

## Бизнес-модель
Бизнес CompTek основан на дистрибуции продуктов и решений от Cisco, Avaya, Alcatel-Lucent, EMC, DELL, AudioCodes, Crestron, InfiNet, Verint Systems Inc., OneAccess, LifeSize, CommScope, Ruijie Networks, Fluke Networks и других лидеров телекоммуникационной отрасли.
Через каналы дистрибуции на рынках России и СНГ CompTek продвигает такие технологии, как VoIP, WiFi, WiMAX, SS7, решения по CTI-интеграции.
CompTek является членом Ассоциации Документальной Электросвязи (АДЭ). Среди отраслевых мероприятий, организуемых CompTek: Конференция по IP-телефонии и IP-коммуникациям, Конференция БЕСЕДА, посвященная беспроводным технологиям передачи данных, а также Конференция «Интеллектуальные услуги в телефонных сетях». На конференциях, собирающих до 500 профессионалов, обсуждаются последние достижения коммуникационных технологий, вырабатываются новые бизнес-модели и завязываются долгосрочные контакты.

## Дистрибуция
Компания распространяет в России и странах бывшего СССР продукты:
- Cisco (в 2006[9] и 2007[10] годах — лучший дистрибьютор на территории бывшего СССР);
- Avaya (согласно сайту КомпТек, со статусом Diamond Partner);
- Alcatel-Lucent (согласно сайту КомпТек, со статусом Value-Added Distributor);
- EMC;
- Dialogic (со статусом Value-Added Distributor[11], до 2006 года — единственный официальный распространитель продукции Dialogic в России),
- CommScope
- Dell (оборудование для корпоративных заказчиков)
- F5 Networks
- Fluke Networks
- Fujitsu
- LifeSize
- AudioCodes
- Ubiquiti Networks
- Crestron
- Extron Electronics
- Siklu
- Ruckus Wireless
- Infinet
- Xclaim
- Cambium
- Raisecom
- Megabrige
- OneAccess
- AcmePacket
- Ruijie Networks